# Horacio Scheck
Horacio Scheck Sánchez (Montevideo, 1928-Montevideo, 11 de noviembre de 2002) fue un ingeniero y empresario uruguayo. Pionero en el desarrollo de la televisión en su país, fue cofundador de Canal 12.

## Biografía
Hijo del periodista y contador Carlos Scheck, uno de los miembros fundadores del periódico El País y de Amelia Sánchez. Sus hermanos eran los también conocidos Carlos y Daniel Scheck. 
En los años 1960, participó de la conformación de la Sociedad Televisora Larrañaga y la creación del tercer canal de televisión de Uruguay. Al tiempo, el ingeniero se convertiría en el director y la cabeza del canal, cargo que desempeñaría 40 años, hasta el día de su fallecimiento el 11 de noviembre de 2002.
En la década de 1980 fundó la cadena de televisión La Red.